# Zarin-Mossi
Ne doit pas être confondu avec Zarin-Peulh.
Zarin-Mossi est une localité située dans le département de Pissila de la province du Sanmatenga dans la région Centre-Nord au Burkina Faso.

## Géographie
Zarin-Mossi est situé à 2 km à l'est de Noaka et à environ 7 km au nord-ouest de Pissila, le chef-lieu du département.

## Économie
L'activité du village est essentiellement agro-pastorale.

## Éducation et santé
Le centre de soins le plus proche de Zarin-Mossi est le centre de santé et de promotion sociale (CSPS) de Noaka tandis que le centre hospitalier régional (CHR) se trouve à Kaya.
Le village possède un centre permanent d'alphabétisation et de formation (CPAF).